# Калита (ритуальна)

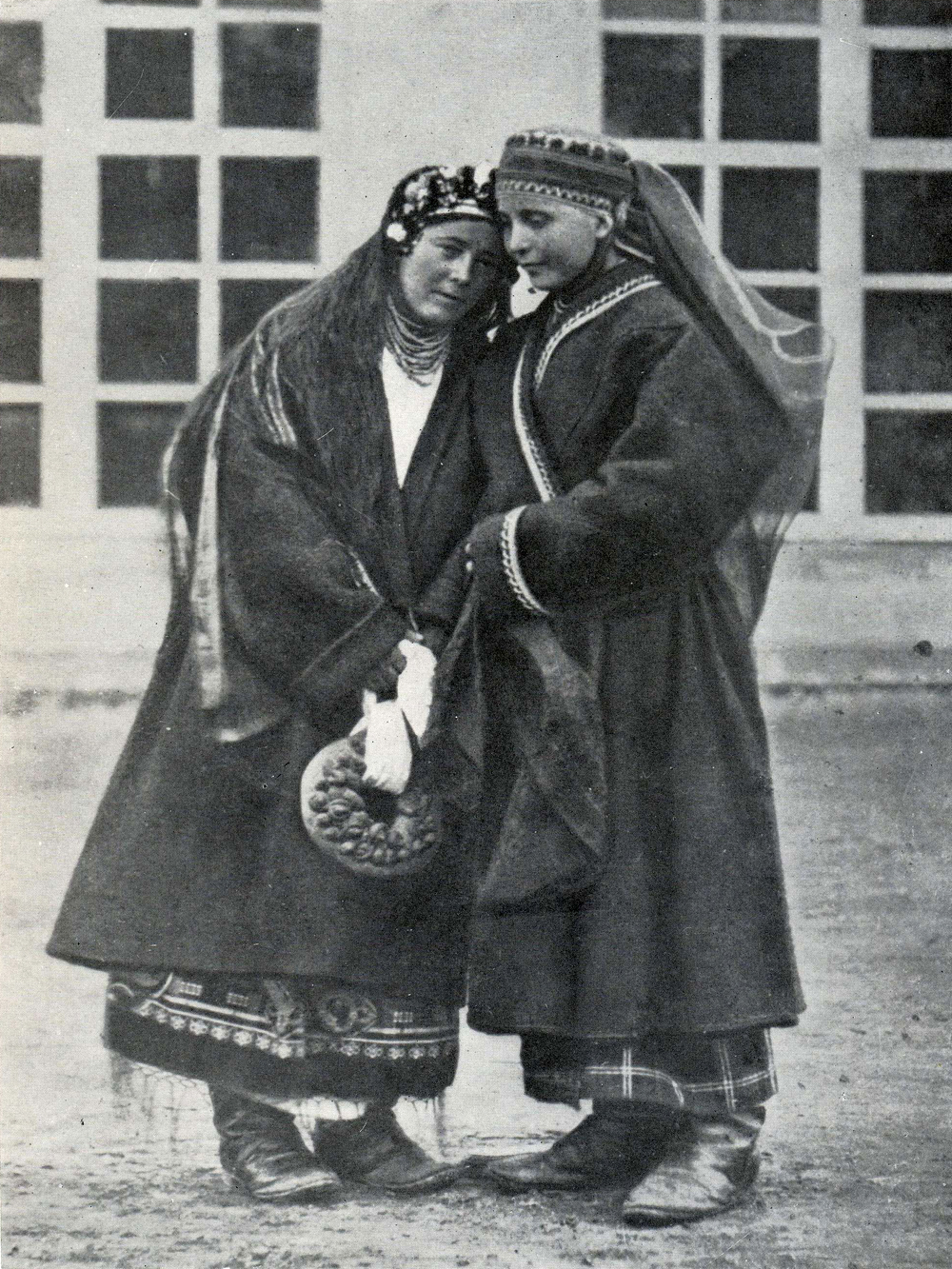
Молода і свашка на день Андрія. Молода тримає калиту на стрічці.
Поділля, початок 20 ст.

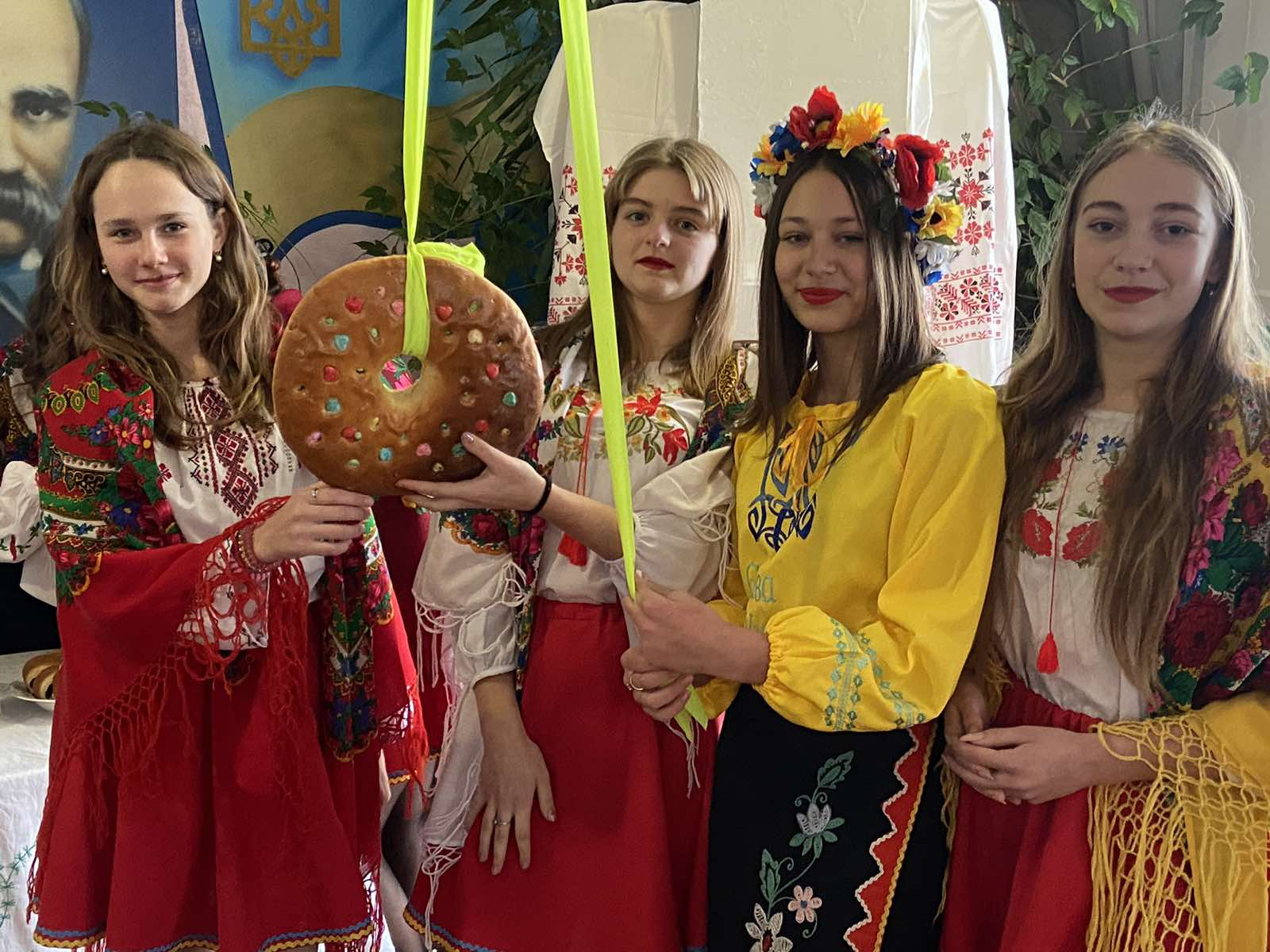
Святкування Дня святого Андрія

Калита́ — це обрядовий корж, що готується на свято Андрія.
За допомогою червоного дівочого пояса або стрічки калиту підвішували до сволока, перепускаючи пояс через гак для дитячої колиски. Калита підіймалася вгору:
За вільний кінець стрічки калиту притримує пан Калитинський, дотепний парубок або й дівчина, котрі вміють розсмішити громаду. Поруч стоїть писарчук із горням з розведеною олією або водою сажею в одній руці і гарненьким квачем в другій. Під калитою або поруч на долівці навхрест покладені коцюба і рогачі. Парубки повинні по черзі «витанцювати» коцюбу — затанцювати швидкий танок, перестрибуючи через коцюбу і рогачі таким чином, щоб не зачепити їх. Парубок, який вправився з цим завданням, брав коцюбу, сідав на неї верхом, як на коня, підстрибуючи під'їжджав до калити. При цьому між паном Калитинським і паном Коцюбинським (так величали парубка на коцюбі верхи) відбувалася розмова:
Відповіді пана Коцюбинського на запитання Калитинського могли бути інші, наприклад: «Їду, їду на коні, в червоному жупані, до вашої хати калиту кусати».
Відкусити шматочок калити міг лише той парубок, який, незважаючи на жарти та дотепи молоді, не засміється. Як тільки пан Калитинський помічав посмішку на вустах пана Коцюбинського, смикав за пояс, калита підстрибувала вгору, а писарчук від вуха до вуха розмальовував обличчя невдахи сажею.
Парубків, яким вдалося скуштувати калиту, величали Андріями, на голову їм дівчата одягали вінки з барвінку, прикрашені колосками жита, пшениці, пучечками калини і цілували в уста. Іноді дівчата теж пробували кусати калиту, але вони, як правило, їздили на рогачах.